# أنطونيو كابرال (سياسي)
أنطونيو كابرال هو سياسي أمريكي، ولد في 26 يناير 1955 في Pico Island ‏ في البرتغال. نشط حزبياً في الحزب الديمقراطي. وقد انتخب عضو مجلس نواب ماساتشوستس ‏ عن دائرة Massachusetts House of Representatives' 13th Bristol district ‏ (6 يناير 2021 – ) وانتخب عضو مجلس نواب ماساتشوستس ‏ عن دائرة Massachusetts House of Representatives' 13th Bristol district ‏ (1991 – ).